# Jörg von Ehingen

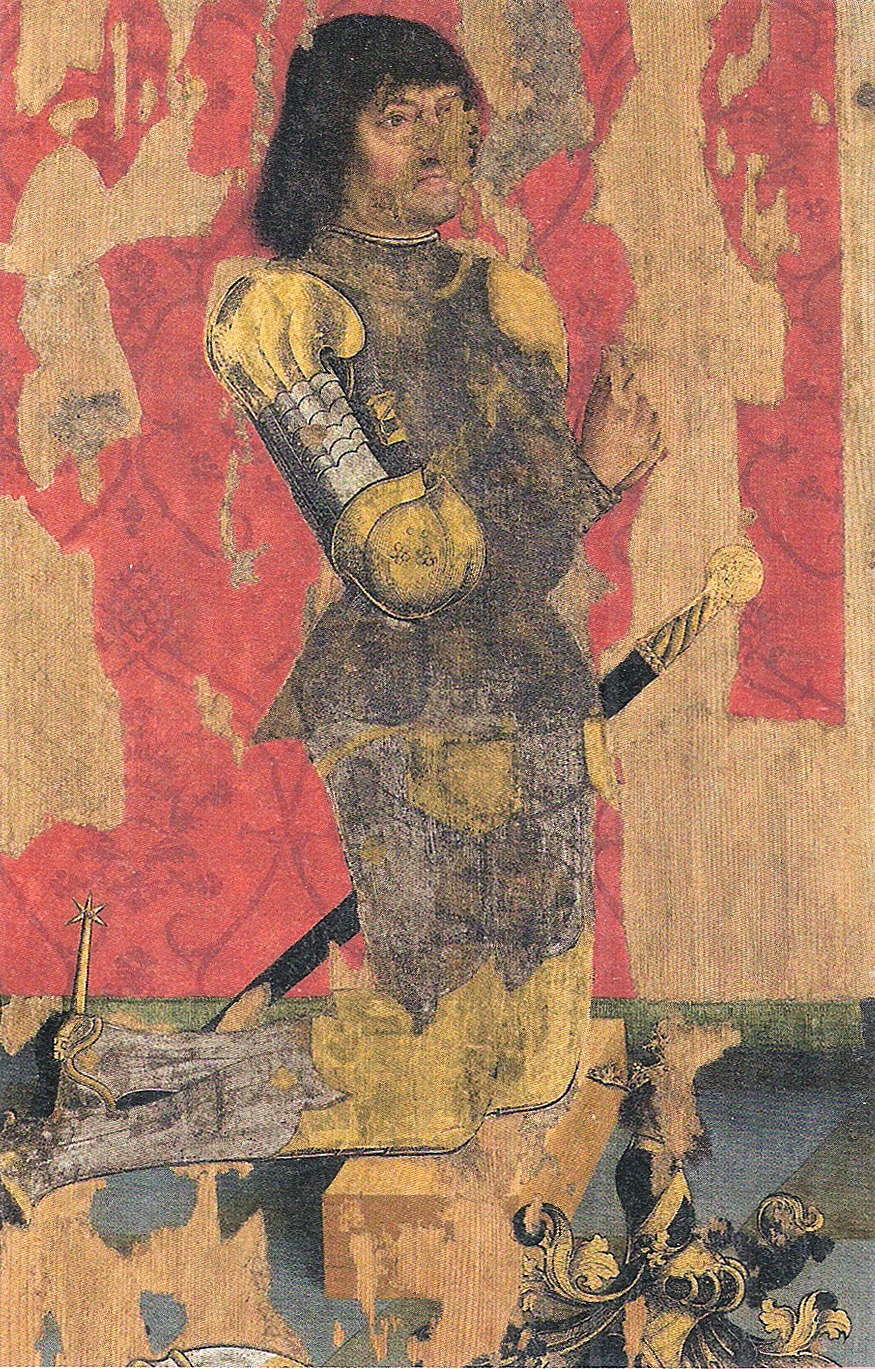
Jörg von Ehingen, panel de un altar de Kilchberg

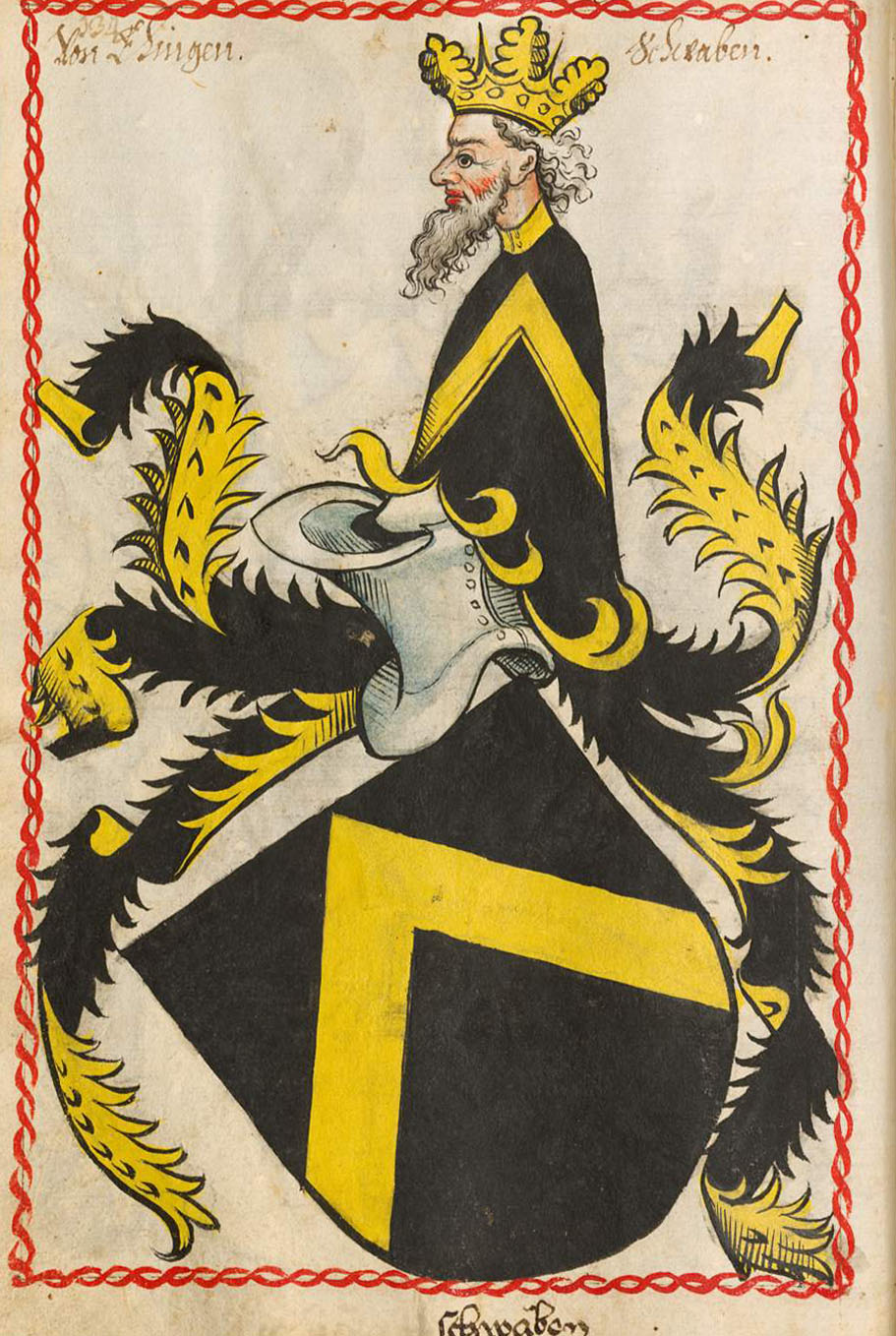
Escudo de armas de la familia von Ehingen según el Armorial de Scheibler

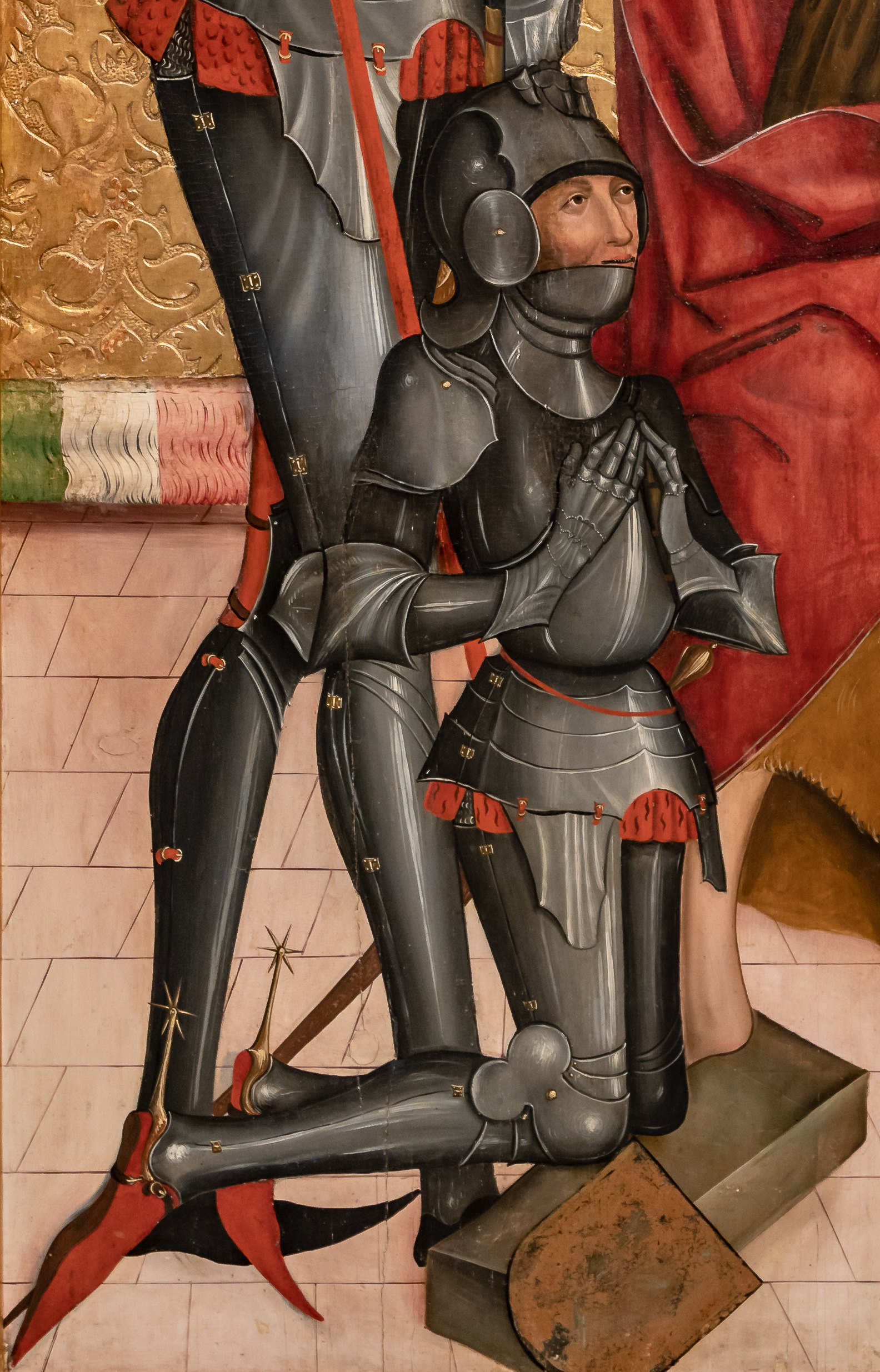
Jörg von Ehingen como donante en el ala de un altar de Kilchberg

Jörg von Ehingen (Hohenentringen, Tubinga; 1428-Kilchberg, Tubinga; 24 de febrero de 1508) fue un caballero imperial, diplomático y viajero que visitó varias cortes europeas durante el siglo XV, y registró sus visitas en un diario.

## Biografía
Jörg von Ehingen era hijo de Rudolf von Ehingen y Agnes von Heimerdingen. Los Ehinger vivían en Hohenentringen, más tarde se trasladaron al castillo de Kilchberg. Allí el noble donó un valioso altar, que ahora se encuentra en el Museo Estatal de Württemberg.
Desde la primavera de 1440 hasta octubre de 1442 peregrinó a Rodas y Jerusalén, donde fue nombrado Caballero del Santo Sepulcro.
Durante su formación, Jörg von Ehingen tuvo estrecho contacto con los Habsburgo Nikolaus von Popplau y Federico III de Habsburgo. Estuvo a su servicio hasta 1483.
Viajó de corte en corte, y sus viajes se pueden rastrear a partir de muchos registros. En los años 1449-1451 participó por vía diplomática durante el traslado de la futura esposa del futuro emperador Federico III, Leonor de Portugal (de ese matrimonio nacerá Maximiliano I, padre de Carlos V)
Alrededor de 1450 Jörg trabajaba como el Kämmerer (tesorero) del archiduque Alberto VI de Austria.
En 1464, se casó con Anna Ülin de Reutlingen, que hija del alcalde de Reutlingen. Jörg le ennobleció con el nombre de von Richtenberg. Ella aportó dinero al matrimonio que permitió que Jörg pudiera construir una Iglesia en Wankheimer tras convertirse en el señor local de Wankheim en 1482.
Jörg von Ehingen se convirtió en el Obervogt de Tubinga y en un confidente cercano del conde Everardo V de Wurtemberg.
Tras dos viajes a España, viajó a Rusia en 1486/1487 y 1489/1490. Todos los viajes que realizó fueron por orden imperial. Viajó a Inglaterra y visitó su la corte real.
Tras la dimisión del duque Everardo VI de Wurtemberg, forzada por el rey y más tarde emperador Maximiliano I, Jörg von Ehingen volvió a la corte de Württemberg como miembro del regimiento en sustitución de Ulrico, que era menor de edad, y se convirtió en gobernador de la Liga de Suabia para los mandatos de 1500 y 1501 elegidos. Murió y fue enterrado en la Colegiata de Tübingen, donde también se encuentra su epitafio.

## Órdenes militares
Recibió la Orden de la Salamandra del duque Alberto VI de Austria, la Orden del Armiño de Nápoles, la Orden de la Luna Creciente (fundada en 1448 por Renato I de Nápoles), la Orden de las Balanzas u Orden de la Escala instituida por Juan II de Castilla; la Orden de la Terraza, como orden orden aragonesa. En Inglaterra fue condecorado con la Orden del Baño. Del rey Enrique IV de Castilla recibió en 1457 el collar de la Orden de la Escama, la Orden de la Banda y su Granada de Oro.

## Obra
Escribió su manuscrito de memorias alrededor de 1470, o quizás un poco más tarde. El diario fue publicado como Itinerarium en 1600 en Augsburgo y actualmente está en poder de la Württembergische Landesbibliothek en Stuttgart.